# Moïse Schuhl
Pour les articles homonymes, voir Schuhl.
Moïse Schuhl, né le 2 mai 1845 à Westhouse (Bas-Rhin) et mort le 18 février 1911 à Rouen (Seine-Maritime) est un grand-rabbin français, rabbin de Saint-Étienne, puis de Vesoul, et finalement d'Épinal. 

## Éléments biographiques
Moïse Schuhl est né le 2 mai 1845 à Westhouse (Bas-Rhin), un village à égale distance de Strasbourg (Bas-Rhin) et de Sélestat (Bas-Rhin).
Son neveu est le philosophe Pierre-Maxime Schuhl. Son petit-neveu est le politicien Michel Dreyfus-Schmidt et son frère est le rabbin Justin Schuhl.
Il obtient son baccalauréat en 1865 et devient élève au Séminaire israélite de France de 1863 à 1865.

### Saint-Étienne (1871-1888)
En 1871, Moïse Schuhl est nommé rabbin de Saint-Étienne (Loire).
En avril 1871, il retourne à Westhouse pour épouser sa cousine Julie Lévy de Bischheim (Bas-Rhin). Julie Lévy est la fille de l'ancien grand-rabbin de Vesoul en 1871, Isaac Lévy.
Leur premier enfant, Abraham Albert naît le 10 juin 1873 à Saint-Étienne. Leur unique fille, Berthe, née en 1875, meurt de la typhoïde, à l'âge de 14 ans. Trois petits garçons meurent en bas âge. Ils ont deux autres fils : Baruch Paul (né en 1885 à Saint-Étienne et mort en 1940) et Nathaniel René (né en 1890 à Vesoul et mort à Rouen en 1928).
À Saint-Étienne, il est rabbin consistorial, le bâtisseur de la synagogue (1880), secrétaire et comptable de la communauté.
Il est reçu au concours du CAPES en allemand. Il publie en 1878 sa thèse d'aptitude au grand rabbinat : une anthologie de Sentences et Proverbes du Talmud et du Midrach, suivis du Traité d'Aboth.
Il est nommé grand-rabbin d'Oran, mais il décide de ne pas accepter ce poste, vu la santé de son épouse.

### Vesoul (1888-1896)
Le 23 avril 1888, il est installé Grand-rabbin à Vesoul, dans la Haute-Saône.
En 1890, il est pressenti pour diriger le Séminaire israélite de France (SIF) à Paris. Il se désiste en faveur de son ami le rabbin Joseph Lehmann, le fils du rabbin de Belfort.
En 1892, le journal La Libre Parole, d'Édouard Drumont l'accuse d'avoir interdit sa porte à des soldats de passage alors qu'il paie leurs frais d'auberge. Diffamé, il porte l'affaire en justice (1892-1893). Le tribunal lui donne raison.
Durant l'Affaire Dreyfus, Moïse Schuhl multiplie les démarches pour obtenir de la police le rétablissement du calme.

### Épinal (1896-1908)
Le mercredi 27 mai 1896, le Grand-Rabbin Moïse Schuhl succède à Moïse Durkheim et s'installe à Épinal (Vosges) car le siège du Consistoire de l'Est y est déplacé. Ce consistoire aura siégé pendant 24 ans à Vesoul (1872-1896).
À Épinal, il organise une Société de bienfaisance israélite.  Il milite pour la création d'un orphelinat, de bibliothèques communautaires ainsi que pour l'Alliance israélite universelle.
En 1908, le rabbin Mathieu Wolf refuse de "concourir" à l'élection de rabbin d'Épinal, pour succéder au Grand-rabbin Moïse Schuhl.

### Rouen (1908-1911)
En 1908, le rabbin Moïse Schuhl décide de prendre sa retraite à l'âge de 63 ans, pour des raisons de santé. Il quitte Épinal pour venir vivre à Rouen (Seine-Maritime), où son fils Abraham Albert est installé.
Le grand-rabbin Moïse Schuhl meurt à Rouen en 1911, à l'âge de 66 ans.

## Œuvres
- פרקי אבות, Les Maximes des pères, édition bilingue, traduction française et notes du rabbin Moïse Schuhl, notes biographiques par Salomon Ulmann, grand-rabbin du Consistoire central, préface de Robert Sommer, Colbo, Paris, 1983.